# Epipedocera guerryi
Epipedocera guerryi là một loài bọ cánh cứng trong họ Cerambycidae.